# TUE Série 200 (Trensurb)
O TUE Série 200 (Trensurb) é um trem unidade elétrico utilizado no Metrô de Porto Alegre. Adquiridos em 2012 por 244 milhões de reais, começaram a ser entregues em 2014, para ampliação da frota durante a Copa do Mundo de 2014. Após a entrega dos trens, diversos defeitos de fabricação causaram um acidente e várias paralisações de frota durante quatro anos. As falhas provocaram investigações do Ministério Público Federal, que apurou também um suposto cartel que envolveria Alstom e CAF para licitações federais. Enquanto a CBTU adquiriu, em uma licitação sem concorrência, trens de um consórcio formado pela CAF e Alstom para o Metrô de Belo Horizonte (Consórcio Frota BH, com 93% da Alstom e 7% da CAF), a Trensurb adquiriu, com outra licitação sem concorrentes, a Série 200 do consórcio Frota PoA (formado pela Alstom com 87,30% e CAF 12,70%).

## História

### Projeto
No final da década de 2000 a Trensurb iniciou a ampliação da Linha 1 entre São Leopoldo – Novo Hamburgo, com 9,3 quilômetros de extensão. Até 2011 a empresa pública previa a aquisição de 5 trens-unidade para atender a demanda futura trazida por essa expansão. Em 2012 o então presidente da Trensurb Humberto Kasper decidiu adquirir 15 novos trens-unidade. Kasper alegou que a aquisição atenderia a demanda adicional trazida pela participação de Porto Alegre na Copa do Mundo FIFA de 2014 (embora nenhuma estação do Metrô estivesse perto do Estádio Beira-Rio) e baseando-se numa suposta projeção de demanda para os próximos anos que previa uma acrescimo de 30 mil novos passageiros por dia.
Em 2012 a Trensurb realizou uma licitação para a aquisição de 15 trens-unidade de 4 carros. O único consórcio a realizar uma proposta foi o  Frota PoA, formado pela Alstom com 87,30% e CAF 12,70%. A proposta acabou declarada vencedora pela Trensurb em dezembro de 2012, em um valor de 244 milhões de reais (reajustados para 256,8 milhões de reais até a conclusão do contrato) 
O primeiro trem foi entregue em maio de 2014, com as entregas ocorrendo até janeiro de 2015:
| Ano   | TUE's Entregues |
| ----- | --------------- |
| 2014  | 14              |
| 2015  | 1               |
| Total | 15              |

## Operação
Com o primeiro trem entregue em fins de maio de 2014, os primeiros testes operacionais ocorreram na segunda semana de junho. Apesar da expectativa de utilização no período da Copa do Mundo de 2014 (para acelerar o trâmite de testes, a Trensurb concordou com uma proposta da Alstom em não realizar testes dinâmicos de aceitação com os trens e utilizar os resultados de testes de outros produtos como comprobatórios), os trens permaneceram em testes de operação até 22 de setembro de 2014, quando foram liberados os primeiros testes comerciais com passageiros. Os testes de operação prosseguiram até meados de fevereiro de 2015, quando os primeiros trens foram liberados para a operação comercial Para realizar a manutenção dos trens Série 200 durante quinze meses, a Trensurb contratou a Alstom (fabricante do trem) por 5,9 milhões de reais.
Pouco tempo após a liberação comercial, o trem unidade 226 sofreu um descarrilamento na estação São Pedro. O acidente provocou o recolhimento de toda a frota para análise e a Trensurb descobriu 20 falhas de fabricação nos trens: 
| Componente             | Falha |
| ---------------------- | --- |
| Truque                 | * Parafusos de fixação do truque ao estrado * Infiltração nos rolamentos das rodas *Infiltração de água nos eixos das rodas * Perfil das rodas incompatível com perfil dos trilhos *Falha nas bolsas de ar (suspensão primária) * Vazamento de óleo dos amortecedores (suspensão secundária) *Vazamentos nas tampas de graxa * Odômetro descalibrado * Anéis de vedação das tampas dos rolamentos com desgaste precoce *Defeitos nas tampas dos rolamentos |
| Estrado                | *Desgaste precoce dos batentes laterais |
| Carroceria             | *Limitadores verticais da carroceria soltos |
| Equipamentos elétricos | * Cabos de energização mal fixados *Tampas soltas dos equipamentos de aterramento * Desgaste precoce das escovas de aterramento *Ruído excessivo nos rolamentos dos motores de tração (trens 228 e 229) *Transformador com falha de fabricação (dois trens apenas) *Vazamento nas válvulas dos pantógrafos |
| Acabamento             | * Falhas nos assentos (trem 234 apenas) |

Após reparos efetuados pela Alstom, seis trens Série 200 foram liberados para a operação em julho de 2016 enquanto outros nove permaneceram em recuperação até meados de 2018. Treze trens encontravam-se em operação em fevereiro de 2019, porém novos defeitos obrigaram o recolhimento da frota para reparos em dezembro de 2019.
Os recorrentes defeitos de fabricação da Série 200 motivaram o Ministério Público Federal do Rio Grande do Sul a realizar a abertura de inquérito de investigação. Paralelamente o Conselho Administrativo de Defesa Econômica (CADE) incluiu a licitação em suas investigações sobre licitações no transporte público. Em julho de 2019, o CADE multou onze empresas em 535,1 milhões de reais, incluindo Alstom (128,6 milhões de reais) e CAF (167 milhões de reais), por conta de praticarem cartel na aquisição de equipamentos e projetos ferroviários. Sobre o contrato da Trensurb com o consórcio Frota PoA (formado por Alstom e CAF), o CADE declarou:
| “                                                            | ...A atuação coordenada das empresas teve como objetivo eliminar a competição das licitações e elevar o preço final dos projetos. | ” |
| — Nota do Conselho Administrativo de Defesa Econômica (CADE) | |   |

A Trensurb, por fim, multou o consórcio Frota PoA no valor de 2% sobre o valor final do contrato.
Após um breve período de circulação, novas falhas obrigaram ao recolhimento da frota para reparos em setembro de 2020. Em janeiro de 2021 havia onze dos quinze trens em operação e a Trensurb iniciou um projeto para acoplamento dos trens (que passariam de trens de 4  carros para 8 carros), porém falhas em sistemas impediram o projeto de ser implementado até meados de outubro.

### Desempenho
Segundo o manual fornecido pela Alstom, o trem Série 200 deveria ter uma quilometragem média entre falhas (MKBF) de 2500 km. Por conta das diversas falhas, que motivaram um recall de toda a frota, apenas em 2017 o MKBF passou a ser medido:
| Ano  | Quilometragem média entre falhas MKBF (meta) | Quilometragem média entre falhas MKBF (obtida) |
| ---- | -------------------------------------------- | ---------------------------------------------- |
| 2017 | 2500 km                                      | 1458,9 km                                      |
| 2018 | 2500 km                                      | 1610,9 km                                      |
| 2019 | 2500 km                                      | 1444,5 km                                      |
| 2020 | 2500 km                                      | 1026,7 km                                      |

## Acidentes e incidentes
- 7 de abril de  2015 - Trem da Série 200 descarrilou quando chegava na Estação São Pedro. O descarrilamento provocou um pequeno choque do trem com a plataforma, destruindo um trecho dela e danificando o trem. Apesar do acidente, nenhum passageiro ou funcionário se feriu.[27] Após o acidente, a Trensurb recolheu toda a frota de 15 trens para avaliação. A avaliação da Trensurb descobriu vários defeitos de fabricação e provocou o maior recall de trens-unidade do Brasil.[28]  Os trens da Série 200 inicialmente ficaram parados até junho de 2016 quando os reparos foram efetuados.[29] Novas falhas provocaram um novo recolhimento em novembro de 2017, que durou até março de 2019. Em dezembro daquele ano, uma nova falha de fabricação obrigou ao recolhimento de 9 trens.[30][31]

- 17 de agosto de 2022 - Durante manobra no pátio da estação Mercado, um trem da Série 200 descarrilou e colidiu com um poste da rede aérea. O acidente não deixou feridos, porém causou a interdição do trecho entre as estações São Pedro e Mercado por três horas.[32]